# Sky Valley
Pour les articles homonymes, voir Sky.
Sky Valley est une ville américaine située dans le comté de Rabun dans l’État de Géorgie.

## Démographie
| 1980 | 1990 | 2000 | 2010 | - | - |
| ---- | ---- | ---- | ---- | - | - |
| 65   | 187  | 221  | 272  | - | - |

## Traduction
- (en) Cet article est partiellement ou en totalité issu de l’article de Wikipédia en anglais intitulé « Sky Valley, Georgia » (voir la liste des auteurs).